# بيلي هاغان
بيلي هاغان (بالإنجليزية: Billy Hagan)‏ هو مالك فريق ناسكار ‏ أمريكي، ولد في 22 مارس 1932 في ليلي في الولايات المتحدة، وتوفي في 17 نوفمبر 2007.

## روابط خارجية
- بيلي هاغان على موقع Racing-Reference.info (الإنجليزية)
- بيلي هاغان على موقع DriverDB.com (الإنجليزية)